# (32903) 1994 PN17
1994 PN17 (asteroide 32903) é um asteroide da cintura principal. Possui uma excentricidade de 0.07681800 e uma inclinação de 4.50430º.
Este asteroide foi descoberto no dia 10 de agosto de 1994 por Eric Walter Elst em La Silla.